# 위망

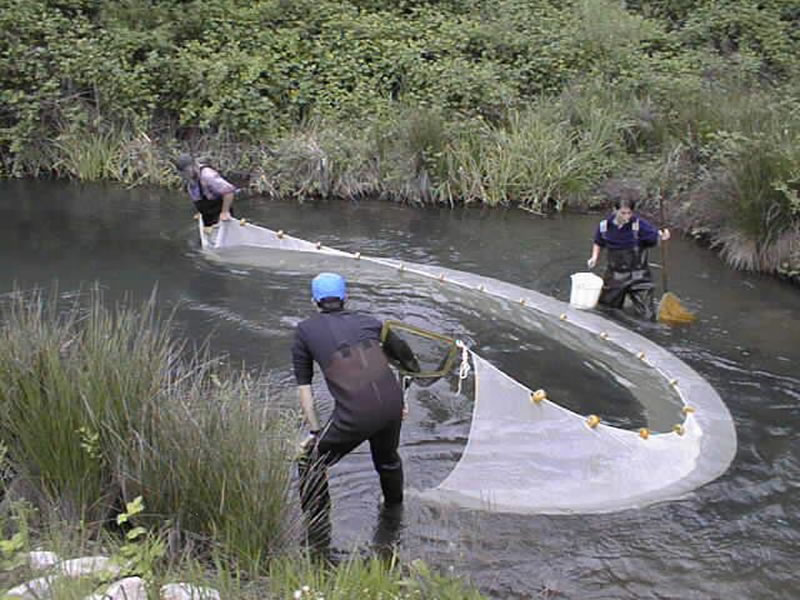
사람이 후릿그물을 다루는 예.

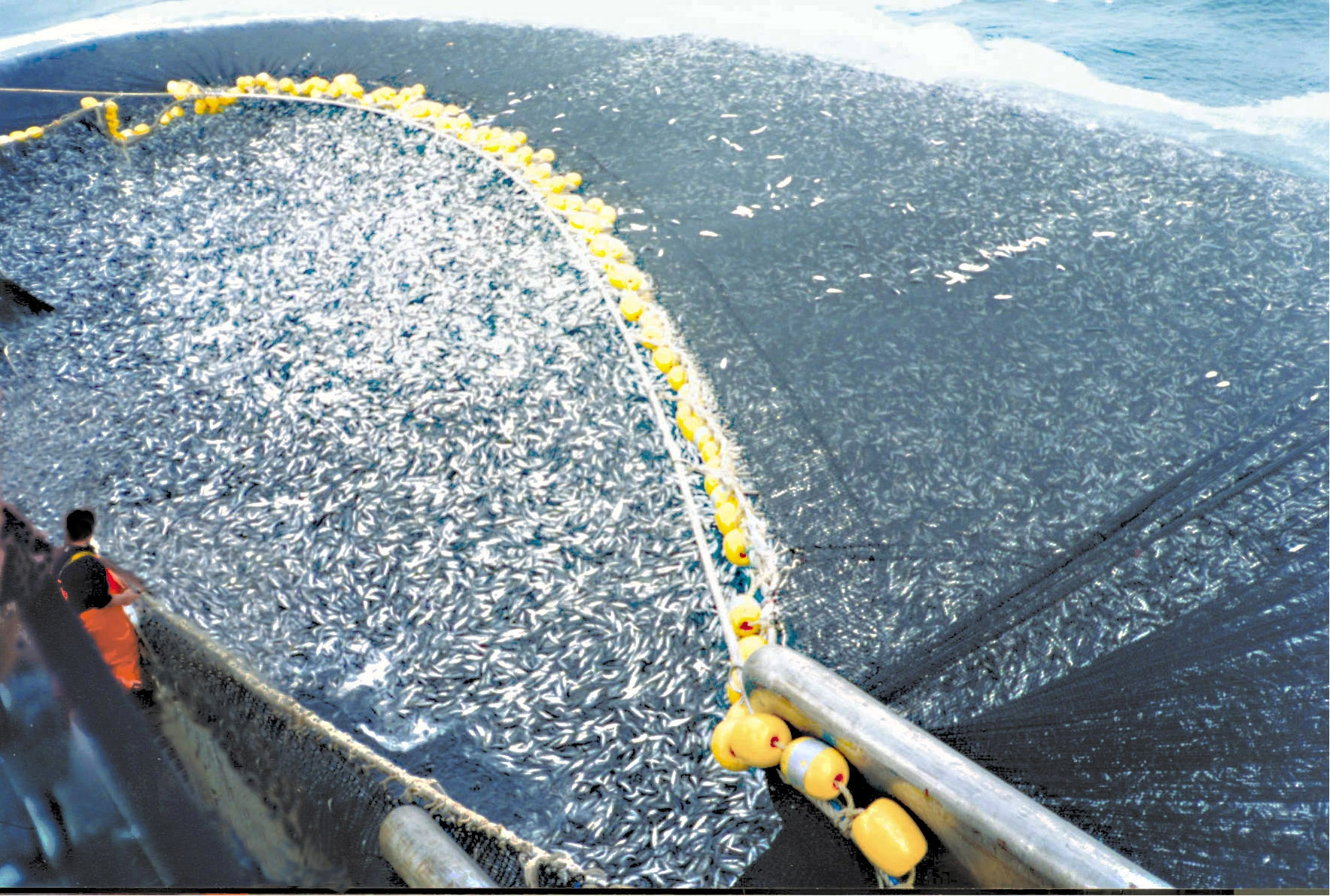
어선이 후릿그물을 다루는 예.

위망(圍網), 또는 후릿그물(seine)은 물 속에 넓게 둘러치고 양쪽 끝을 끌어당겨 물고기를 잡는 그물이다. 강에서 천렵을 하기 위해 사람이 직접 그물을 쓸 수도 있고, 바다 한가운데에서 어선이 그물을 쓸 수도 있다.